# Zbigniew Kołodziej
Zbigniew Jan Kołodziej (ur. 12 czerwca 1963 w Świebodzinie) – polski samorządowiec i rolnik, od 2023 wicemarszałek województwa lubuskiego.

## Życiorys
W 1985 ukończył technikum rolnicze w Świebodzinie. Zajął się prowadzeniem wraz z żoną 60-hektarowego gospodarstwa rolnego. Został ponadto prezesem spółdzielni producentów trzody chlewnej „Lubtucz” oraz klubu sportowego Sokół Rozłogi, w którym grał także jako zawodnik.
Wstąpił do Polskiego Stronnictwa Ludowego, objął w nim funkcję prezesa zarządu miejsko-gminnego i wiceprezesa zarządu powiatowego. Od 1984 do 2014 był sołtysem rodzinnej wsi Rozłogi. W latach 1984–2010 pozostawał radnym Miejsko-Gminnej Rady Narodowej, a następnie rady miejskiej w Świebodzinie. Kandydował bez powodzenia do Sejmu w wyborach w 2007, 2011, 2015, 2019 i 2023 (z ramienia Trzeciej Drogi). W 2010, 2014, 2018 i 2024 wybierany do sejmiku lubuskiego. W tym gremium kierował komisją rolnictwa i ochrony środowiska.
18 grudnia 2023 wybrany na stanowisko wicemarszałka województwa lubuskiego (w miejsce wybranego do Sejmu Stanisława Tomczyszyna). Pozostał na tym stanowisku w kolejnym zarządzie powołanym 20 maja 2024.
Żonaty, ma troje dzieci.

## Odznaczenia
W 2023 odznaczony Srebrną Odznaką Honorową Polskiego Związku Piłki Nożnej.